# Mark Mothersbaugh
Mark Allen Mothersbaugh (Akron, 18 de maio de 1950) é um músico, cantor e compositor americano. Ele ganhou destaque no final dos anos 1970 como cofundador, vocalista e tecladista da banda new wave Devo, cujo " Whip It" foi um single top 20 nos Estados Unidos em 1980, chegando ao 14º lugar, e que desde então manteve um culto de seguidores. Mothersbaugh é um dos principais compositores da música de Devo.
Além de seu trabalho com Devo, Mothersbaugh fez música para séries de televisão, filmes e videogames por meio de sua produtora, Mutato Muzika. Ele compôs a música para os 13 anos da série animada Rugrats e seus três filmes relacionados. Como músico solo, Mothersbaugh lançou quatro álbuns de estúdio: Muzik for Insomniaks, Muzik for the Gallery, Joyeux Mutato e The Most Powerful Healing Muzik in the Entire World .
Em 2004, ele recebeu o prêmio Richard Kirk no BMI Film and TV Awards por suas contribuições à música para cinema e televisão. Em 2008, Mothersbaugh recebeu um doutorado honorário em letras humanas da Kent State University, sua alma mater.

## Biografia
Mark Allen Mothersbaugh nasceu em 18 de maio de 1950, em Akron, Ohio. Seus pais são Mary Margaret ("Mig") e Robert Mothersbaugh, Sr. Ele cresceu com dois irmãos mais novos, Bob e Jim, ambos músicos, e duas irmãs, Amy e Susan, e se formou na Woodridge High School na Península, Ohio. Seu pai apareceu nos primeiros filmes Devo e eventos de fãs como o personagem General Boy e seus irmãos participaram da banda, embora o mandato de Jim tenha sido breve, aparecendo apenas em várias demos iniciais.

## Carreira

### Devo

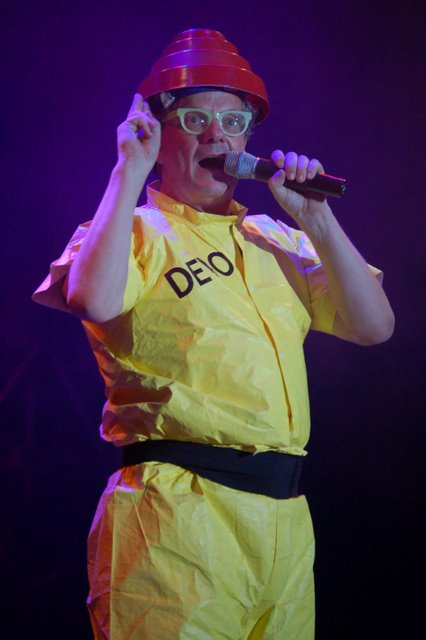
Mark Mothersbaugh tocando ao vivo com Devo no Festival Internacional de Benicàssim, 2007

Mothersbaugh frequentou a Kent State University como estudante de arte, onde conheceu os co-fundadores da Devo, Gerald Casale e Bob Lewis. No início de 1970, Lewis e Casale tiveram a ideia da "involução" da raça humana depois que os amigos de Casale, Jeffrey Miller e Allison Krause, foram mortos por Guardas Nacionais de Ohio nas dependências da universidade durante o que ficou conhecido como Tiroteio no Estado de Kent. Intrigado com o conceito, Mothersbaugh juntou-se a eles, baseando-se nele com elementos das primeiras ideias pós-estruturalistas e excêntricos arcanos, principalmente desenterrando o infame panfleto Jocko-Homo Heavenbound (a base para a música "Jocko Homo"). Esta associação culminou em 1973, quando o trio começou a tocar música como Devo.

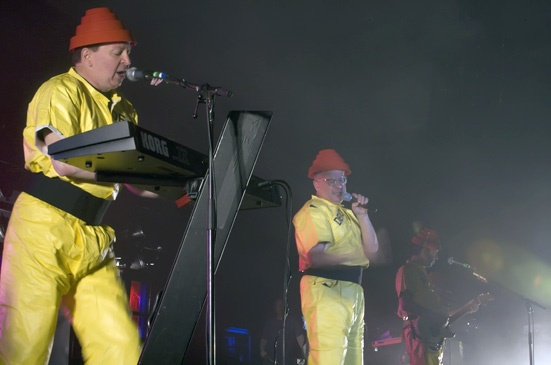
Devo tocando ao vivo no Festival Hall, em Melbourne, Austrália, 2008: Gerald Casale e Mothersbaugh

Após o fracasso comercial de seu sexto álbum de estúdio Shout, a Warner Bros. abandonou Devo. Pouco depois, alegando sentir-se criativamente insatisfeito, o baterista Alan Myers deixou a banda, fazendo com que os membros restantes da banda abandonassem os planos de um LP de vídeo Shout, bem como uma turnê.
Em 1987, Devo voltou com o novo baterista David Kendrick, ex-Sparks, para substituir Myers. Seu primeiro projeto foi uma trilha sonora para o filme de terror flop Slaughterhouse Rock, estrelado por Toni Basil e lançaram os álbuns Total Devo (1988) e Smooth Noodle Maps (1990), pela Enigma.
Devo teve um desentendimento e fez dois shows em 1991 antes de se separar. Nessa época, os membros do Devo apareceram no filme The Spirit of '76, exceto Bob Mothersbaugh. Em 1989, Mark Mothersbaugh fundou a Mutato Muzika, um estúdio de produção musical comercial, contratando Ryan Moore e Bob Casale; Bob Mothersbaugh também estava envolvido.
Em 2006, Devo trabalhou com a Disney no projeto Devo 2.0: uma banda de artistas infantis foi reunida para regravar as canções do Devo. O Akron Beacon Journal escreveu: "Devo terminou recentemente um novo projeto em parceria com a Disney chamado Devo 2.0, que apresenta a banda tocando músicas antigas e duas novas com vocais fornecidos por crianças. Seu álbum de estreia, um combo de CD/DVD de dois discos intitulado DEV2.0, foi lançado em 14 de março de 2006. As letras de algumas das canções foram alteradas para uma reprodução familiar, o que a banda afirmou ser uma brincadeira com a ironia das mensagens de seus sucessos clássicos. Mothersbaugh não descarta a ideia da banda se reunir em estúdio, eventualmente, para gravar um novo álbum do Devo." O álbum, Something for Everybody, foi finalmente lançado em junho de 2010, precedido por um single "Fresh"/"What We Do".
Devo foi premiado com o primeiro Moog Innovator Award em 29 de outubro de 2010, durante o Moogfest 2010 em Asheville, Carolina do Norte. O prêmio visa celebrar "artistas pioneiros cujo trabalho que desafia o gênero exemplifica o espírito ousado e inovador de Bob Moog". Devo estava programado para se apresentar no Moogfest, mas cancelou três dias antes depois que o irmão de Mark, Bob Mothersbaugh (guitarra principal), machucou a mão. Ele e Gerald Casale colaboraram com Austin, Texas, banda The Octopus Project para apresentar "Girl U Want" e "Beautiful World" no evento.

### Outros trabalhos
Em 1989, Mothersbaugh e outros membros do Devo se envolveram no projeto Visiting Kids, lançando um EP autointitulado pelo selo New Rose em 1990. O grupo apresentava sua então esposa Nancye Ferguson, bem como David Kendrick, Bob Mothersbaugh e a filha de Bob, Alex Mothersbaugh. Mothersbaugh co-escreveu algumas das canções e produziu o álbum com Bob Casale. Foi filmado um vídeo promocional para a música "Trilobites". Visiting Kids apareceu na trilha sonora do filme Rockula, bem como no Late Show with David Letterman.
Desde Devo, Mothersbaugh desenvolveu uma carreira de sucesso escrevendo trilhas sonoras para cinema e televisão. No cinema, ele trabalhou frequentemente com o cineasta Wes Anderson, marcando quatro de seus longas-metragens (Bottle Rocket, Rushmore, The Royal Tenenbaums e The Life Aquatic with Steve Zissou). Ele compôs para The Lego Movie e Thor Ragnarok.
Sua música tem sido um marco nos programas infantis de televisão Rugrats, Beakman's World, Santo Bugito e Clifford the Big Red Dog. Ele escreveu a nova música tema para o show Felix the Cat original quando foi vendido para a Broadway Video, algumas músicas para Pee-wee's Playhouse em 1986-1990 e a música tema para a série de TV Super Mario World para DIC Entertainment em 1991. O design do personagem de Chuckie Finster em Rugrats foi baseado nele. Junto com Bob Casale, produziu Heroes & Villains (2000), álbum de trilha sonora com músicas inspiradas em The Powerpuff Girls. Mothersbaugh originalmente pretendia ser o compositor principal do show, mas sua demo foi rejeitada pelo criador Craig McCracken, que apesar de ser um fã de Devo, tinha preocupações sobre seu desenho animado ser deixado de lado se um grande longa-metragem viesse para a produtora de Mothersbaugh.
Mothersbaugh produz música para videogames, incluindo as séries Crash Bandicoot e Jak and Daxter da Sony (ambas as partituras foram criadas por Josh Mancell) e para The Sims 2 da EA Games. Este trabalho é frequentemente realizado com a Mutato Muzika, a produtora musical que ele formou com vários outros ex-membros do Devo, incluindo seu irmão, Bob Mothersbaugh. Mothersbaugh compôs a trilha sonora original de Ratchet & Clank: Rift Apart.
Mothersbaugh compôs:
- "Having Trouble Sneezing", a música característica dos premiados comerciais "Get a Mac" da Apple Inc.[25]
- A partitura da primeira temporada da série de televisão Big Love, embora tenha sido substituído após uma temporada por David Byrne do Talking Heads.
- A música tema do programa de televisão americano Eureka, transmitido no canal Syfy.
- A trilha sonora da série de TV do Cartoon Network, Regular Show.

Em 2013, Mothersbaugh apareceu em um episódio de The Aquabats! Super Show!, uma série de comédia de ação dos criadores de Yo Gabba Gabba! estrelando a banda influenciada por Devo, The Aquabats, interpretando o excêntrico cientista pai de um dos personagens principais, Jimmy the Robot.
Mothersbaugh e Casale produziram música para outros artistas, incluindo Toni Basil.

## Artes visuais e exposições
Mothersbaugh também teve sucesso como artista visual. Em novembro de 2014, Mothersbaugh disse: "Fiz mais de 150 exposições em galerias de arte nos últimos 20 anos."
Em 6 de fevereiro de 2014, o Museu de Arte Contemporânea de Denver (MCA Denver) anunciou uma exposição retrospectiva para reunir a primeira apresentação abrangente da arte e música de Mothersbaugh. Esta exposição em turnê nacional foi acompanhada por uma publicação, Mark Mothersbaugh: Myopia, publicado pela Princeton Architectural Press. 50 seleções de arte de cartão postal da Myopia foram publicadas como um livro de cartão postal intitulado Mark Mothersbaugh: Collected Facts & Lies em 2015.
Como um prelúdio para a abertura da exposição Myopia em Cincinnati, Ohio, Mothersbaugh realizou um concerto que incluiu canções Devo e trilhas sonoras de filmes tocadas em estilo clássico, um discurso para o público com anedotas e peças musicais que ele compôs especificamente para um teclado de seis híbrido originalmente usado para dar aulas, que foi reformado por seu irmão Bob e continha um contador no centro para marcar o tempo. O instrumento era tocado por seis pessoas simultaneamente.
Mothersbaugh apresentou um segmento de desenho na série de televisão Yo Gabba Gabba! chamado Mark's Magic Pictures, ensinando as crianças a fazer desenhos simples. As imagens geralmente ganham vida no final do segmento por meio de animação.

## Vida pessoal
Aos sete anos, Mothersbaugh começou a usar óculos para corrigir sua severa miopia e astigmatismo, antes dos quais era legalmente cego. Ao longo dos anos, ele se interessou em projetar seus próprios óculos distintos para uso nos shows da Devo. Ele preferia um conjunto de armações de aço inoxidável para uso regular feito por uma loja de Los Angeles chamada LA Eyeworks e diz que comprou tantos pares quanto pôde encontrar porque eles tendiam a quebrar ou serem roubados pelos fãs. Em uma joint venture com o fabricante de óculos Shane Baum, Mothersbaugh projetou suas próprias armações de marca para venda, feitas de berílio com acabamento cromado em aço inoxidável, em três estilos diferentes a partir de 2015. O comunicado de imprensa da Baumvision afirma que o modelo unissex "Francesca" recebeu o nome de um dos cães pug de Mothersbaugh, que é um hermafrodita simultâneo que também é chamado de Frank.
Ele foi casado duas vezes. Sua primeira esposa foi a atriz Nancye Ferguson, que pode ser vista brevemente atuando com ele no filme de comédia de super-heróis de 1999, Mystery Men. Sua atual esposa é Anita Greenspan, que dirige a empresa de gerenciamento de música para filmes Greenspan Kohan Management com Neil Kohan. O casal tem duas filhas da China, adotadas depois que Greenspan soube da prática naquele país de abandono de meninas por causa de seu sexo.
Mothersbaugh é um colecionador e conhecedor de poemas musicais e dispositivos musicais incomuns ou antigos. Ele é o dono do Electronium de Raymond Scott (embora atualmente não esteja funcionando).
Mothersbaugh contraiu COVID-19 em maio de 2020 e foi colocado em um respirador em uma unidade de terapia intensiva no Cedars-Sinai Medical Center por 18 dias. Em agosto de 2020, Mothersbaugh contou que "quase morreu" da doença e estava delirando enquanto estava infectado; ele passou a acreditar que havia sido hospitalizado após ser atingido por um tijolo em Little Tokyo, e pediu repetidamente a seus familiares que procurassem seus agressores. Ele descreveu ter dor neuropática duradoura como resultado da doença.
Mothersbaugh já foi membro da Igreja do SubGenius.

## Honrarias e prêmios
Mothersbaugh foi homenageado com o prêmio Richard Kirk no BMI Film and TV Awards de 2004. O prêmio é concedido anualmente a um compositor de música para cinema e televisão.
Em 10 de maio de 2008, Mothersbaugh recebeu um doutorado honorário em letras humanas da Kent State University.
Em 28 de maio de 2016, Mothersbaugh recebeu a chave da cidade de Akron durante uma cerimônia na Biblioteca Pública do Condado de Akron-Summit.

## Filmografia
- Human Highway (1982)
- NBC (1990) (station ID's)[42]
- Felix the Cat (1990) (TV, versão remasterizada digitalmente da série original) (tema)
- Super Mario World (1991) (TV) (tema)
- Liquid Television (1991) (TV)
- Davis Rules (1991) (TV)
- Sewer Shark (1992) (VG)
- Great Scott! (1992) (TV)
- Frosty Returns (1992) (TV)
- Mann & Machine (1992) (TV)
- Beakman's World (1992) (TV) (tema)
- Brain Donors (1992) (abertura e créditos)
- Bakersfield P.D. (1993) (TV)
- South Beach (1993) (TV)
- Street Match (1993) (TV)
- Down on the Waterfront (1993)
- Hotel Malibu (1994) TV Series
- Edith Ann: A Few Pieces of the Puzzle (1994) (TV)
- Santo Bugito (1995) (TV) (como Mark "Mothersbug")
- Too Something (1995) (TV)
- If Not for You (1995) (TV)
- Strange Luck (1995) (TV)
- Sliders (1995) (TV)
- The Courtyard (1995) (TV)
- The Last Supper (1995) (partitura)
- Flesh Suitcase (1995)
- The Big Squeeze (1996)
- Class Reunion (1996) (TV)
- Quicksilver Highway (1997) (TV)
- Fired Up (1997) (TV)
- Men (1997)
- Unwed Father (1997) (TV)
- Working (1997) (TV) (tema)
- Last Rites (1998) (TV)
- The Mr. Potato Head Show (1998) (TV)
- The Simple Life (TV)
- Stories from My Childhood (1998) (TV)
- Interstate '82 (1999) (VG)
- Rocket Power (1999) (TV) (tema)
- The Wacky Adventures of Ronald McDonald: The Visitors from Outer Space (1999) (V)
- Sammy (2000) (TV)
- Tucker (2000) (TV)
- The Other Me (2000) (TV)
- All Growed Up (2001) (TV)
- Rugrats: Still Babies After All These Years (2001) (TV)
- Second String (2002) (TV)
- Cheats (2002)
- MDs (2002) (TV)
- Hidden Hills (2002) (TV)
- The Groovenians! (2002) (TV)
- A Guy Thing (2003)
- The Life Aquatic with Steve Zissou (2004)
- The Big House (2004) (TV)
- Popeye's Voyage: The Quest for Pappy (2004) (V)
- The Sims 2 (e DLC's) (2004–2008) (VG)
- The Complete Truth About De-Evolution (2004) (V)
- Music for Edward Gorey (2005)
- Get a Mac (2006–2009)
- Feed Me (2006)
- Eureka (2006) (TV) (tema)
- Boom Blox (2008) (VG)
- Cars Toons (2008–2014)
- Boom Blox Bash Party (2009) (VG)
- Skate 3 (2010) (VG)
- Catfish (2010)
- Hawaiian Vacation (2011)
- Shameless (2011) (TV)
- Thor: Ragnarok (2017)
- Hotel Transylvania 3: Summer Vacation (2018)
- The Mitchells vs. the Machines (2021)
- Hotel Transylvania: Transformania (2022)
- How We Roll (2022)

#### Televisão
| Ano           | Título                                 | Notas                                                           |
| ------------- | -------------------------------------- | --------------------------------------------------------------- |
| 1986–1990     | Pee-wee's Playhouse                    |                                                                 |
| 1991–2006     | Rugrats                                | com Denis M. Hannigan, Rusty Andrews e Bob Mothersbaugh         |
| 1992–1995     | Adventures in Wonderland               | com Denis M. Hannigan, Rusty Andrews e Josh Mancell             |
| 1995–1996     | Dumb and Dumber                        |                                                                 |
| 1998-1999     | The Mr. Potato Head Show               | com Ernie Mannix                                                |
| 1999–2004     | Rocket Power                           |                                                                 |
| 2000–2003     | Clifford the Big Red Dog               | com Josh Mancell                                                |
| 2000–2001     | Grosse Pointe                          |                                                                 |
| 2003–2008     | All Grown Up!                          | com Bob Mothersbaugh                                            |
| 2004–2005     | LAX                                    |                                                                 |
| 2006          | Big Love                               |                                                                 |
| 2010–2011     | Blue Mountain State                    |                                                                 |
| 2010–2011     | Glory Daze                             |                                                                 |
| 2010–2017     | Regular Show                           | com John Enroth e Albert Fox                                    |
| 2011–2013     | Enlightened                            |                                                                 |
| 2012–2016     | House of Lies                          |                                                                 |
| 2013–2014     | The Carrie Diaries                     |                                                                 |
| 2015–2018     | The Last Man on Earth                  |                                                                 |
| 2015–2018     | Grandfathered                          |                                                                 |
| 2016          | Bordertown                             |                                                                 |
| 2016–2017     | People of Earth                        |                                                                 |
| 2016          | Ice Age: The Great Egg-Scapade         |                                                                 |
| 2017          | Abstract: The Art of Design            |                                                                 |
| 2018–presente | Summer Camp Island                     | com John Enroth e Albert Fox; também na música tema com Seo Kim |
| 2018–presente | Disenchantment                         |                                                                 |
| 2018          | Dirty John                             |                                                                 |
| 2019–2020     | What We Do in the Shadows              |                                                                 |
| 2020          | Tiger King: Murder, Mayhem and Madness | com John Enroth, Albert Fox, e Robert Mothersbaugh              |
| 2020–2022     | Close Enough                           | com John Enroth e Albert Fox                                    |
| 2022          | Our Flag Means Death                   |                                                                 |
| 2023          | Hello Tomorrow!                        |                                                                 |

#### Filmes

##### Década de 1980
| Ano  | Título                                     | Diretor            | Estúdio                                                                                      | Notas |
| ---- | ------------------------------------------ | ------------------ | -------------------------------------------------------------------------------------------- | ----- |
| 1987 | Revenge of the Nerds II: Nerds in Paradise | Joe Roth           | 20th Century FoxInterscope CommunicationsAmercent Films American Entertainment Partners L.P. |       |
| 1988 | Slaughterhouse Rock                        | Dimitri Logothetis | Taurus Entertainment Company Arista Films First American Film Capital                        |       |

##### Década de 1990
| Ano  | Título                    | Diretor                                                              | Estúdio                                                                    | Notas                |
| ---- | ------------------------- | -------------------------------------------------------------------- | -------------------------------------------------------------------------- | -------------------- |
| 1992 | Frosty Returns            | Evert Brown Bill Melendez                                            | CBS Productions Broadway Video Bill Melendez Productions                   | Especial             |
| 1994 | It's Pat                  | Adam Bernstein                                                       | Touchstone Pictures                                                        |                      |
| 1994 | The New Age               | Michael Tolkin                                                       | Warner Bros.Regency EnterprisesAlcor Films Ixtlan                          |                      |
| 1995 | Four Rooms                | Allison Anders Alexander Rockwell Robert Rodriguez Quentin Tarantino | A Band ApartMiramax Films                                                  | Produtor Musical     |
| 1995 | The Last Supper           | Stacy Title                                                          | Columbia Pictures                                                          |                      |
| 1996 | Happy Gilmore             | Dennis Dugan                                                         | Universal PicturesBrillstein-Grey Entertainment Robert Simonds Productions |                      |
| 1996 | Bottle Rocket             | Wes Anderson                                                         | Columbia PicturesGracie Films                                              |                      |
| 1997 | Best Men                  | Tamra Davis                                                          | Orion Pictures                                                             |                      |
| 1997 | Breaking Up               | Robert Greenwald                                                     | Warner Bros.Regency Enterprises                                            |                      |
| 1998 | Principal Takes a Holiday | Robert King                                                          | Walt Disney TelevisionABC Storyline Entertainment                          | Filme para TV        |
| 1998 | Bongwater                 | Richard Sears                                                        | First Look Studios Alliance Independent Films                              | com Josh Mancell     |
| 1998 | Dead Man on Campus        | Alan Cohn                                                            | Paramount PicturesMTV Productions Pacific Western                          |                      |
| 1998 | Rushmore                  | Wes Anderson                                                         | Touchstone PicturesAmerican Empirical Pictures                             |                      |
| 1998 | Halloweentown             | Duwayne Dunham                                                       | Disney ChannelSinger-White Entertainment                                   | Filme para TV        |
| 1998 | The Rugrats Movie         | Norton Virgien Igor Kovalyov                                         | Paramount PicturesNickelodeon MoviesKlasky Csupo                           |                      |
| 1999 | 200 Cigarettes            | Risa Bramon Garcia                                                   | Paramount PicturesMTV Productions Lakeshore Entertainment                  | com Bob Mothersbaugh |
| 1999 | Can of Worms              | Paul Schneider                                                       | Disney ChannelGross-Weston Productions                                     | Filme para TV        |
| 1999 | It's the Rage             | James D. Stern                                                       | Silver Nitrate Pictures Screenland Pictures                                |                      |
| 1999 | Drop Dead Gorgeous        | Michael Patrick Jann                                                 | New Line Cinema                                                            |                      |

##### Anos 2000
| Ano  | Título                                 | Diretor                     | Estúdio                                                                                          | Notes                |
| ---- | -------------------------------------- | --------------------------- | ------------------------------------------------------------------------------------------------ | -------------------- |
| 2000 | The Adventures of Rocky and Bullwinkle | Des McAnuff                 | Universal PicturesTriBeCa Productions Jay Ward Productions Capella International KC Medien       |                      |
| 2000 | Rugrats in Paris: The Movie            | Stig Bergqvist Paul Demeyer | Paramount PicturesNickelodeon MoviesKlasky Csupo                                                 |                      |
| 2001 | Glass, Necktie                         | Paul Bojack                 | E.I. Independent Cinema Lost Battalion Films                                                     |                      |
| 2001 | Camouflage                             | James Keach                 | Sunland Studios Camouflage Productions Inc. Interlight                                           |                      |
| 2001 | Sugar & Spice                          | Francine McDougall          | New Line Cinema                                                                                  |                      |
| 2001 | Halloweentown II: Kalabar's Revenge    | Mary Lambert                | Disney Channel                                                                                   | Filme para TV        |
| 2001 | The Royal Tenenbaums                   | Wes Anderson                | Touchstone PicturesAmerican Empirical Pictures                                                   |                      |
| 2002 | Sorority Boys                          | Wallace Wolodarsky          | Touchstone Pictures                                                                              |                      |
| 2002 | Welcome to Collinwood                  | Anthony and Joe Russo       | Warner Bros.Gaylord Films H5B5 Media AG Pandora Cinema Section Eight                             |                      |
| 2003 | A Guy Thing                            | Chris Koch                  | Metro-Goldwyn-MayerDavid Ladd Films                                                              |                      |
| 2003 | Thirteen                               | Catherine Hardwicke         | Fox Searchlight Pictures                                                                         |                      |
| 2003 | The Even Stevens Movie                 | Sean McNamara               | Disney Channel                                                                                   | Filme para TV        |
| 2003 | Rugrats Go Wild                        | Norton Virgien John Eng     | Paramount PicturesNickelodeon MoviesKlasky Csupo                                                 |                      |
| 2003 | Good Boy!                              | John Robert Hoffman         | Metro-Goldwyn-Mayer                                                                              |                      |
| 2004 | Confessions of a Teenage Drama Queen   | Sara Sugarman               | Walt Disney Pictures                                                                             |                      |
| 2004 | Envy                                   | Barry Levinson              | DreamWorks PicturesColumbia PicturesCastle Rock EntertainmentBaltimore/Spring Creek Pictures     |                      |
| 2004 | The Life Aquatic with Steve Zissou     | Wes Anderson                | Touchstone PicturesAmerican Empirical Pictures                                                   |                      |
| 2005 | Lords of Dogtown                       | Catherine Hardwicke         | Columbia PicturesTriStar PicturesArt Linson Productions Indelible Pictures Senator International |                      |
| 2005 | Herbie: Fully Loaded                   | Angela Robinson             | Walt Disney PicturesRobert Simonds Productions                                                   |                      |
| 2005 | The Big White                          | Mark Mylod                  | Ascendant Pictures Capitol Films VIP Medienfonds 2 Ascendant                                     |                      |
| 2005 | The Ringer                             | Barry W. Blaustein          | Fox Searchlight PicturesConundrum Entertainment                                                  |                      |
| 2006 | How to Eat Fried Worms                 | Bob Dolman                  | New Line CinemaWalden Media                                                                      | Com Bob Mothersbaugh |
| 2006 | The Dog Problem                        | Scott Caan                  | Thousand Words                                                                                   |                      |
| 2007 | Mama's Boy                             | Tim Hamilton                | Warner Bros.                                                                                     |                      |
| 2008 | Quid Pro Quo                           | Carlos Brooks               | Magnolia PicturesHDNet Films Sanford/Pillsbury Productions 2929 Productions                      |                      |
| 2008 | Nick & Norah's Infinite Playlist       | Peter Sollett               | Columbia PicturesMandate Pictures Depth of Field                                                 |                      |
| 2009 | Fanboys                                | Kyle Newman                 | The Weinstein CompanyTrigger Street Productions                                                  |                      |
| 2009 | Cloudy with a Chance of Meatballs      | Phil LordChris Miller       | Columbia PicturesSony Pictures Animation                                                         |                      |
| 2009 | Falling Up                             | David M. Rosenthal          | Anchor Bay Entertainment                                                                         |                      |
| 2009 | Circle of Eight                        | Stephen Cragg               | Paramount Home Entertainment                                                                     |                      |

##### Anos 2010
| Ano  | Título                                 | Diretor                              | Estúdio | Notas                       |
| ---- | -------------------------------------- | ------------------------------------ | --- | --------------------------- |
| 2010 | Ramona and Beezus                      | Elizabeth Allen                      | 20th Century FoxFox 2000 PicturesDi Novi Pictures Impact Productions Walden MediaDune Entertainment Eyeline Entertainment                       |                             |
| 2011 | Saving Private Perez                   | Beto Gómez                           | LionsgateVideocine Pantelion Films Salamandra Films Lemon Films Terregal Films Via Media                                                        | Filme mexicano              |
| 2011 | Born to Be Wild                        | David Lickley                        | Warner Bros. PicturesIMAX Pictures Walker World Pictures                                                                                        | Documentário IMAX           |
| 2011 | Alvin and the Chipmunks: Chipwrecked   | Mike Mitchell                        | 20th Century FoxFox 2000 PicturesRegency EnterprisesBagdasarian Company Dune Entertainment                                                      |                             |
| 2012 | 21 Jump Street                         | Phil LordChris Miller                | Columbia PicturesMetro-Goldwyn-MayerRelativity MediaOriginal FilmCannell Studios                                                                |                             |
| 2012 | Safe                                   | Boaz Yakin                           | LionsgateIM Global Lawrence Bender Productions Trigger Street Productions Automatik 87Eleven Productions                                        |                             |
| 2012 | What to Expect When You're Expecting   | Kirk Jones                           | LionsgateAlcon EntertainmentPhoenix PicturesWhat to Expect Productions Georgia Public                                                           |                             |
| 2012 | Hotel Transylvania                     | Genndy Tartakovsky                   | Columbia PicturesSony Pictures Animation |                             |
| 2013 | Cloudy with a Chance of Meatballs 2    | Cody CameronKris Pearn               | Columbia PicturesSony Pictures Animation |                             |
| 2013 | Last Vegas                             | Jon Turteltaub                       | CBS Films Good Universe |                             |
| 2014 | The Lego Movie                         | Phil LordChris Miller                | Warner Bros. PicturesWarner Animation GroupVillage Roadshow PicturesRatPac-Dune Entertainment Lego System A/S Vertigo EntertainmentLin Pictures |                             |
| 2014 | 22 Jump Street                         | Phil LordChris Miller                | Columbia PicturesMetro-Goldwyn-MayerLStar Capital MRC Original FilmCannell Studios Storyville 75 Year Plan Productions                          |                             |
| 2014 | Island of Lemurs: Madagascar           | David Douglas                        | Warner Bros. PicturesIMAX Corporation | Documentário IMAX           |
| 2015 | Pitch Perfect 2                        | Elizabeth Banks                      | Universal PicturesGold Circle Films Brownstone Productions                                                                                      |                             |
| 2015 | Vacation                               | Jonathan GoldsteinJohn Francis Daley | Warner Bros. PicturesNew Line CinemaRatPac-Dune Entertainment BenderSpink Big Kid Pictures                                                      |                             |
| 2015 | Regular Show: The Movie                | J. G. Quintel                        | Cartoon Network Studios | Filme para TV               |
| 2015 | Hotel Transylvania 2                   | Genndy Tartakovsky                   | Columbia PicturesSony Pictures AnimationLStar Capital                                                                                           |                             |
| 2015 | Forever                                | Tatia Pilieva                        | Monterey Media Elysium Bandini Studios Foreverland Productions                                                                                  |                             |
| 2015 | Alvin and the Chipmunks: The Road Chip | Walt Becker                          | 20th Century FoxFox 2000 PicturesRegency EnterprisesBagdasarian Productions TSG Entertainment                                                   |                             |
| 2015 | Scrat's Cosmic Scrat-tasrophe          | Mike Thurmeier                       | 20th Century Fox20th Century Fox AnimationBlue Sky Studios                                                                                      | Curta de Ice Age            |
| 2016 | Pee-wee's Big Holiday                  | John Lee                             | NetflixPee-wee Pictures Apatow Productions | Filme original da Netflix   |
| 2017 | Beatriz at Dinner                      | Miguel Arteta                        | Roadside AttractionsFilmNation Entertainment Elevation Pictures Killer Films Bron Studios                                                       |                             |
| 2017 | Brad's Status                          | Mike White                           | Amazon StudiosAnnapurna PicturesSidney Kimmel Entertainment Plan B Entertainment                                                                |                             |
| 2017 | Puppy!                                 | Genndy Tartakovsky                   | Columbia PicturesSony Pictures Animation | Curta de Hotel Transylvania |
| 2017 | Me gusta, pero me asusta!              | Beto Gómez                           | Diamond Films Grupo Telefilms Wetzer Films | Filme mexicano              |
| 2017 | The Lego Ninjago Movie                 | Charlie Bean Paul Fisher Bob Logan   | Warner Bros. PicturesWarner Animation GroupRatPac-Dune Entertainment Lego System A/S Lin Pictures Lord Miller Productions Vertigo Entertainment |                             |
| 2017 | Thor: Ragnarok                         | Taika Waititi                        | Walt Disney Studios Motion PicturesMarvel Studios                                                                                               |                             |
| 2018 | Pandas                                 | David Douglas Drew Fellman           | Warner Bros. PicturesIMAX Pictures | Documentário IMAX           |
| 2018 | Hotel Transylvania 3: Summer Vacation  | Genndy Tartakovsky                   | Columbia PicturesSony Pictures Animation |                             |
| 2018 | Holmes & Watson                        | Etan Cohen                           | Columbia PicturesMosaic Media Group Gary Sanchez Productions Mimran Schur Pictures                                                              |                             |
| 2019 | The Lego Movie 2: The Second Part      | Mike Mitchell                        | Warner Bros. PicturesWarner Animation GroupLego System A/S Rideback Lord Miller Productions Vertigo Entertainment                               |                             |

##### Anos 2020
| Ano  | Título                            | Diretor                      | Estúdio                                                                                   | Notas                       |
| ---- | --------------------------------- | ---------------------------- | ----------------------------------------------------------------------------------------- | --------------------------- |
| 2020 | The Willoughbys                   | Kris Pearn Rob Lodermeier    | NetflixNetflix AnimationBron Studios Creative Wealth Media                                |                             |
| 2020 | The Croods: A New Age             | Joel Crawford                | Universal PicturesDreamWorks Animation                                                    | Substituiu Alan Silvestri   |
| 2021 | Monster Pets                      | Jennifer Kluska Derek Drymon | Columbia PicturesSony Pictures Animation                                                  | Curta de Hotel Transylvania |
| 2021 | The Mitchells vs. the Machines    | Mike Rianda Jeff Rowe        | Columbia PicturesSony Pictures AnimationLord Miller Productions One Cool Films Netflix    |                             |
| 2021 | America: The Motion Picture       | Matt Thompson                | NetflixNetflix AnimationLord Miller Productions Floyd County Productions Free Association |                             |
| 2022 | Hotel Transylvania: Transformania | Jennifer Kluska Derek Drymon | Amazon StudiosColumbia PicturesSony Pictures Animation                                    |                             |
| 2023 | Cocaine Bear                      | Elizabeth Banks              | Brownstone Productions Lord Miller Productions Universal Pictures                         | Substituiu Natalie Holt     |
| 2023 | The Magician's Elephant           | Wendy Rogers                 | NetflixNetflix AnimationPistor Productions                                                |                             |
| 2025 | Um Filme Minecraft                | Jared Hess                   | Vertigo Entertainment • Mojang Studios • On The Roam                                      |                             |

## Videogames
| Ano  | Título                                 |
| ---- | -------------------------------------- |
| 1996 | Crash Bandicoot                        |
| 1997 | Crash Bandicoot 2: Cortex Strikes Back |
| 1998 | Crash Bandicoot: Warped                |
| 1999 | Crash Team Racing                      |
| 1999 | Interstate '82 (com Josh Mancell)      |
| 2001 | Jak and Daxter: The Precursor Legacy   |
| 2003 | Jak II                                 |
| 2004 | Jak 3                                  |
| 2004 | The Sims 2                             |
| 2007 | MySims                                 |
| 2007 | The Simpsons Game                      |
| 2008 | Boom Blox                              |
| 2008 | MySims Kingdom                         |
| 2009 | MySims Racing                          |
| 2009 | MySims Agents                          |
| 2010 | Skate 3                                |
| 2021 | Ratchet & Clank: Rift Apart            |

## Discografia

### Solo

#### Álbuns de estúdio
- Muzik for Insomniaks (Cassete, 1985)
  - Depois lançado em CD como Muzik for Insomniaks, Vol. 1 and Muzik for Insomniaks, Vol. 2 em 1988 por Rykodisc
- Muzik for the Gallery (LP, 1987)
- Joyeux Mutato (CD, 1999, Rhino Handmade edição limitada; relançado em 2000 por Rhino)
- The Most Powerful Healing Muzik in the Entire World (6-CD Set, 2005)
- Mutant Flora (6 × Vinyl, 7" Box Set, 2017)